# Gorica Valpovačka
Gorica Valpovačka est un village de la municipalité de Belišće (Comitat d'Osijek-Baranja) en Croatie. Au recensement de 2011, la ville comptait 165 habitants.